# Beğiş, Korkuteli
Beğiş là một xã thuộc huyện Korkuteli, tỉnh Antalya, Thổ Nhĩ Kỳ. Dân số thời điểm năm 2011 là 87 người.